# Saint-Brice-Courcelles
Pour les articles homonymes, voir Saint-Brice et Courcelles.
Saint-Brice-Courcelles est une ville française située dans le département de la Marne, en région Grand Est. Elle est limitrophe de Reims. Elle est considérée comme un quartier du Grand-Reims. Cette petite ville est réputée pour son activité industrielle et sa zone commerciale de grande taille.
Ses habitants sont appelés les Bricocorcéliens.

## Géographie

### Situation
La commune est située au nord-ouest de Reims dont elle fait partie de l'agglomération.
La commune est traversée par la Vesle qui est un affluent de l'Aisne. Elle est bordée à l'est par le Bois de l'Archevêque.

### Communes limitrophes
| Merfy     | Saint-Thierry          |       |
| Champigny | Saint-Brice-Courcelles | Reims |
|           | Tinqueux               |       |

## Toponymie
Saint-Brice-Courcelles est le nom officiel de la commune dont Saint-Brice est le chef-lieu ; elle est déjà désignée ainsi en 1804 (ann. de l'an XIII, p. 77).
Saint-Brice est attesté sous les formes Saint-Bri (commencement du XIVe siècle) ; Sanctus Bricius juxta Remis (1303-1312) ; Saint-Bry (1328) ; Sanctus Brichus juxta Remis (1346) ; Saint-Bry lez Reims (1384) ; Saint-Brice (1522) ; Sainct-Bris (1556) ; Liberté-sur-Vesle (1793) ; Montrinqueux [ou plus exactement Monttinqueux (1794) ; Courcelles-Saint-Brice (1847).

Saint-Brice est un hagiotoponyme.
Courcelles, ancien hameau de Saint-Brice, est attesté sous les formes Curcellæ (vers 850) ; Courcellæ juxta Remis (1278) ; Courcelles as Porions (commencement du XIVe siècle) ; Curcellæ prope Remos (1304) ; Courcelles (1325) ; Courcelles delez Reins (1360) ; Courcelles (1384) ; Courcelles-lez-Reims (1522) ; Courcelle (1558).

Le terme Courcelle désigne la fraction démembrée d’un grand domaine. Du pluriel du bas latin corticella, signifiant « petit domaine ». Courcelle est encore un nom commun en moyen français (Renaissance) qui désigne une « petite cour » ou « un petit jardin ».

## Histoire
La commune de Saint-Brice-Courcelles est une commune qui prospéra en développant le maraîchage sur les riches alluvions de la vallée de la Vesle à proximité immédiate de la ville de Reims. La commune est composée initialement de deux établissements avec Saint-Brice en bord de Vesle et un peu plus au nord, Courcelles. Son origine est ancienne car un dolmen de l'époque néolithique a été retrouvé sur son territoire.

### Période gallo-romaine
Les travaux de l'Académie nationale de Reims (1888/vol. 85) évoquent sur le terroir de Courcelles, près du ruisseau des Trois-Fontaines au lieu-dit le Temple ou le Pré-au-Puits ; les substructions d'une villa romaine trouvées au mois de mars 1885 avec les fondations de murs, des traces d'un sol en ciment où était enchâssée une mosaïque noire et blanche. Un four de potier a aussi été trouvé sur la commune et datant de la même époque.

### Période mérovingienne
Les fouilles archéologiques préalables à la réalisation de la ZAC du Mont-Hermé ont permis de dégager une nécropole mérovingienne avec des cercueils monolithiques en pierre. 24 tombes ont été fouillées avec 44 squelettes. La datation permet de situer cette nécropole au VIIe siècle. La toponymie du lieu évoque le dieu grec protecteur des voyageurs (son correspondant latin est Mercure).

### Moyen Âge
En 1090, la commune apparaît mentionnée sur le nom de Saint-Bri.
XIIe siècle : construction de l'église Saint-Rigobert.
Le village de Saint-Brice apparaît nommé en 1303 : "Perr. S.Bricii juxta Remis, in qua est succursus Novavilla in Mont Remensi - Patr. capitulum remense" (Travaux de l'Académie nationale de Reims - 1888 Vol. 85/1). Saint-Brice apparaît alors comme dépendant du chapitre de la cathédrale de Reims et donc des terres de l'archevêque.
Vers 1300, la commune est appelée Courcelles-as-Porions, terre sur laquelle on cultive les poireaux, les porions en Picard, preuve de l'activité maraîchère déjà présente sur les riches alluvions de la rivière.

### Renaissance
Construction du château de la Malle.

### XVIesiècle
En 1586, la seigneurie de Courcelles, propriété du chapitre de la cathédrale de Reims est vendue à un noble, René de Bouthier, conseiller du roi, bailli d'Épernay et capitaine de Marchais et Liesse. Il eut pour femme Agnès Cauchon et mourut en 1622 des suites d'un duel. La seigneurie passe ensuite aux mains de Marie de Bouthier, femme d'Antoine d'Orjeault, écuyer.
Près du Moulin d'archevêque, est un château fort dit Le Neuville qui sera démoli en 1539 sur ordre de Gaucher de Châtillon.

### XVIIIesiècle
Les habitants de la commune ne restent pas inactifs et font part en 1788 de leurs doléances au roi Louis XVI et qui sont conservées aux archives départementales de la Marne (n°17B119). Pas moins de quatre pages signées par 22 habitants de la commune.
Au cours de la Révolution française, la commune porta provisoirement les noms de Liberté-sur-Vesle et de Montriqueux.

### XIXesiècle
Développement industriel. En 1808, une filature est installée par le baron Ponsardin en bord de Vesle pour le cardage de la laine. En 1847, l'entreprise est reprise par son neveu M. Lachapelle et son beau-frère M. Le Varlet. En 1871, elle est reprise par la famille Routhier.
Bataille de Reims (1814). La bataille de Reims eut lieu le 13 mars 1814, entre les troupes françaises et les troupes russes et prussiennes, durant la Campagne de France de 1814. Au début de 1814, les coalisés ont avancé jusqu'à Troyes et Laon. La Champagne est ravagée mais la campagne des Six-Jours fait reculer l'ennemi jusqu'à Châlons-sur-Marne. L'échec du Congrès de Châtillon relance les batailles et Napoléon arrête les coalisés le 14 mars à Reims. Le mont Saint-Pierre, sur la commune de Tinqueux domine la plaine et la vallée de la Vesle ainsi que les communes riveraines de Champigny et Saint-Brice-Courcelles. Napoléon 1er y établit son poste d'observation. Un monument dédié à Napoléon se présente sur cette colline. Il y est inscrit : « aux troupes françaises victorieuses, bataille de Reims 13 mars 1814 » ainsi que «Napoléon a campé ici le 13 mars 1814» .
La filature Routhier est incendiée en 1814 par les Cosaques qui l'occupent.
Création de la voie de Saint-Brice à Champigny- Décision du conseil municipal présidé par Jean Baptiste Créquy en 1852.
Guerre de 1870. La guerre franco-prussienne oppose, du 19 juillet 1870 au 29 janvier 1871, la France et les États allemands coalisés sous l’égide de la Prusse. Ce conflit s'achèvera par la défaite de la France à Sedan et la chute de l'empereur Napoléon III.
Le château de Courcelles accueillit en août 1870 Napoléon III et son état-major. Le général Mac-Mahon et son état-major et le château de la Malle reçut le prince Murat et ses officiers. C’est à Courcelles qu’il fut décidé que l'armée française se dirigerait sur Metz pour délivrer l'armée du général Bazaine. Le 2 septembre c'était le désastre ! Napoléon III était fait prisonnier, avec plus de 80 000 hommes à Sedan. À Paris, la République était proclamée. Napoléon III lorsqu'il installa son quartier général à Courcelles, le 21 août 1870 logea dans le pavillon Senart. L'Empereur, miné par la maladie, y resta trois jours sans sortir, prenant seul ses repas. C'est dans le salon de cette maison que se décida la funeste marche sur Sedan.
À la fin du siècle, la commune comprend outre les ouvriers de la filature Routhier, 13 blanchisseurs de linge et 15 jardiniers-potagers.

### XXesiècle
Première Guerre mondiale. La commune est partiellement détruite lors de la Première Guerre mondiale. La commune est décorée de la Croix de guerre 1914-1918 le 1er octobre 1920.
Seconde Guerre mondiale. Le 2 juillet 1944, le train 7909, convoi de déportés parti de Compiègne à destination de Dachau, a été stoppé plus de deux heures à Saint-Brice-Courcelles sous une chaleur de 34 °C. Les habitants du village ont pu apporter un peu d'eau aux déportés qui mouraient de soif,.
Après la Seconde Guerre mondiale, le maraîchage, activité principale de la commune évolue jusqu'à quasiment disparaître au XXIe siècle .

## Patrimoine

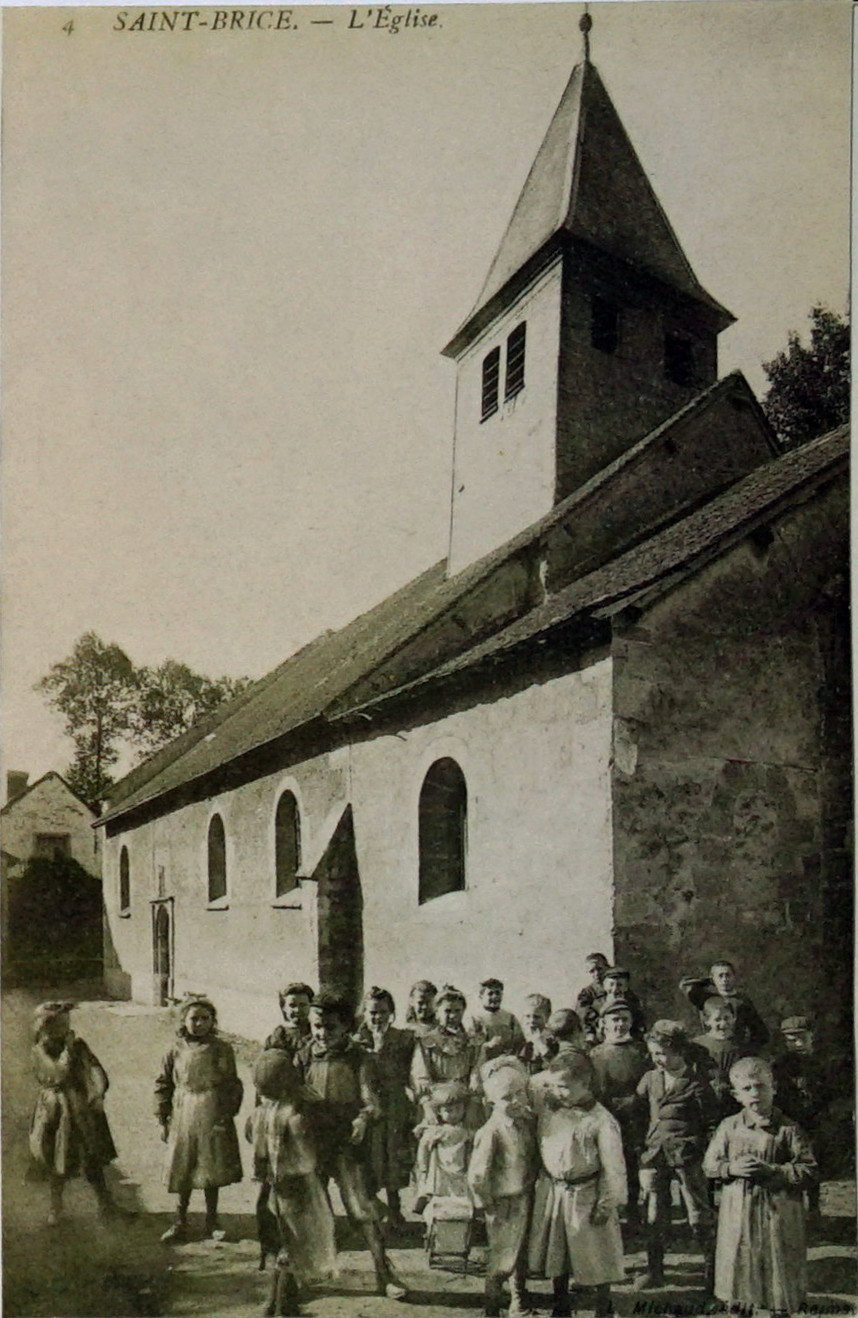
L'église de Saint-Brice-Courcelles début XXe siècle.

### Église Saint-Brice (Paroisse Saint Rigobert)
Petite église du XIIe siècle.
Les cinq verrières sont dues à Charles Marq et ont été réalisées dans les Ateliers Simon à Reims. entre 1910 et 1950.

### Lavoir
Il existe encore un lavoir ancien couvert sur la Vesle qui a été restauré, à proximité du centre bourg, rue du Moulin-de-l'Archevêque.

### Château de Courcelles[14]

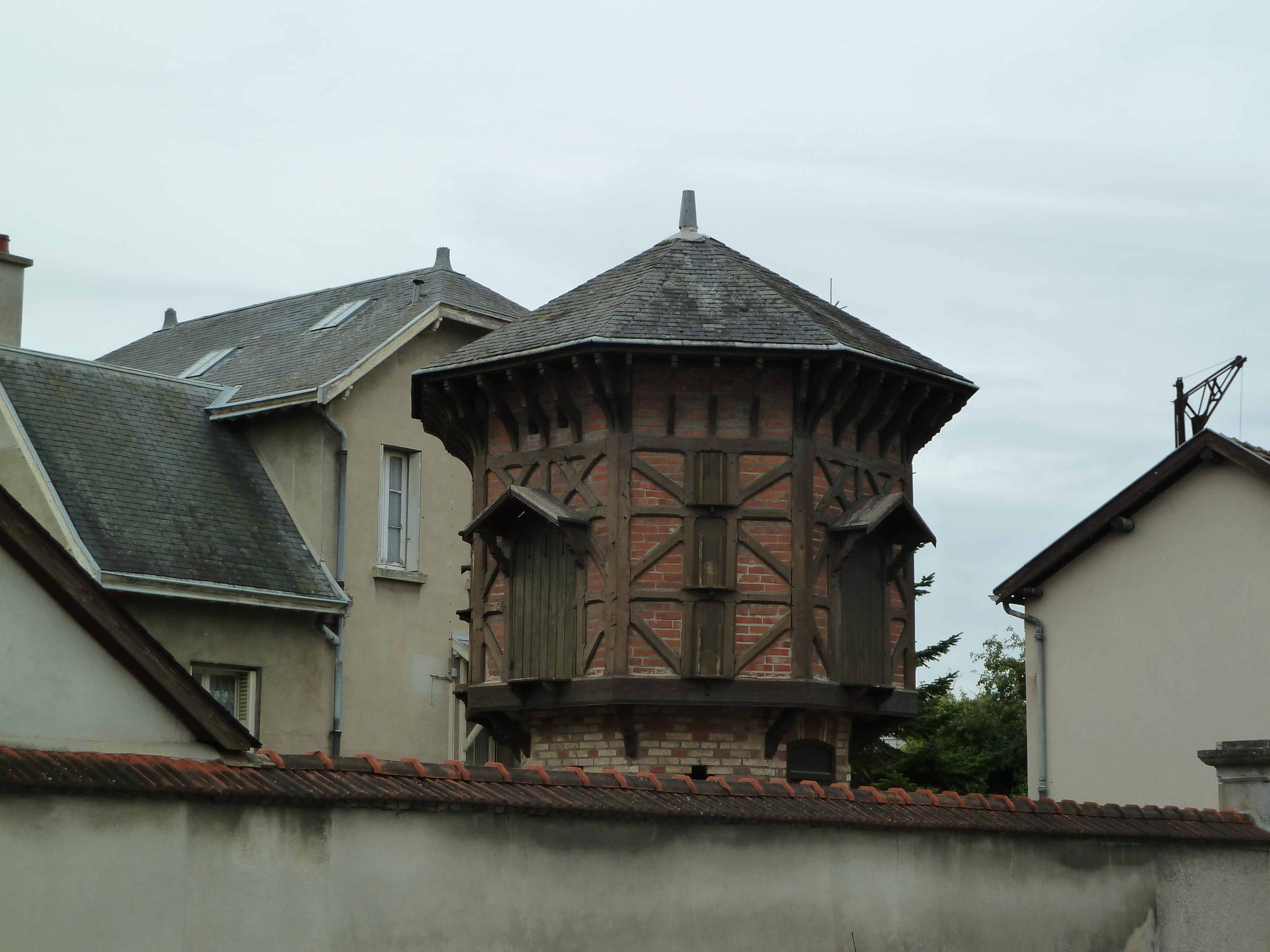
Pigeonnier - château de Courcelles.

M. Jobert-Lucas fait construire le château de Courcelles dessiné par l'architecte Garnaud (1796-1821) et qui sera achevé en 1829. Le château devient en 1857 propriété de Pol Marguet, notaire à Reims et ascendant des propriétaires actuels. Partiellement détruit lors de la Première Guerre mondiale il sera restauré dans son style d'origine en 1920.
Le château, de style néo-classique, est situé 15 rue de Sorbon. Inscription à l'inventaire des monuments historiques du 30 avril 1990.
Le château est aussi doté à son entrée d'un magnifique pigeonnier en brique et bois.

### Château de la Malle
Le château de la Malle selon les travaux de l'Académie nationale de Reims (1888 vol. 85) existait depuis le XVIe siècle. Il fut réédifié sans étage au début du XIXe siècle sur les précédentes fondations avec une décoration de style Louis XVI. Un écusson de pierre du XVIe siècle, de gueules au griffon d'or, ailé d'argent, été retrouvé dans les fossés de l'ancien château et replacé au dessus d'une porte de la nouvelle construction. Le château est habité avant la Révolution par M. de Recicourt, conseiller-échevin de la ville de Reims et membre du bureau de l'Hôpital général. Il fut anobli par le roi en 1765. Il fut aussi le promoteur de la Société libre d'émulation dont l'objet était de former des ouvriers aux « arts et métiers ».
Le dernier château de La Malle est occupé, en 1792 et 1796, par M. Divory, premier maire de la commune de Saint-Brice. Le domaine appartenait en 1843 à Étienne Louis Joseph Camu-Didier (1771-1848), chevalier de la Légion d’honneur, adjoint au maire de Reims, puis à son fils Philogène Camu-Bertherand (1800-1880), conseiller général de la Marne. Philogène Camu-Bertherand obtint en 1779 de Charles de Talleyrand l'autorisation de faire construire une chapelle dans un pavillon isolé et elle fut bénite le 30 juillet 1780. Le château fut occupé par l’architecte Eugène Clicquot (1812-1885). Le château, en bordure du canal le l'Aisne à la Marne, est entouré d'un parc d'une vingtaine d'hectares autrefois planté de grands hêtres, avec un système de drainage partiellement en état qui alimente un étang. Les bâtiments attenant au château ont été aussi ruinés. Il reste les traces d'un vaste jardin potager et aussi de deux serres.
Le château revient dans le patrimoine du baron Henry Berge (1828-1926), général et ancien gouverneur de Lyon, puis à son fils le général Louis Berge (1860-1940), et enfin à son gendre le comte Xavier de Vaugiraud (1897-1985). Ce château, avait été reconstruit après la Première Guerre mondiale. Il fut ruiné par un incendie dans les années 1960. La grille en fer forgé a été restaurée et préservée par la commune . L'ensemble immobilier est aujourd'hui propriété de Reims Métropole et est intégré dans la Coulée Verte.

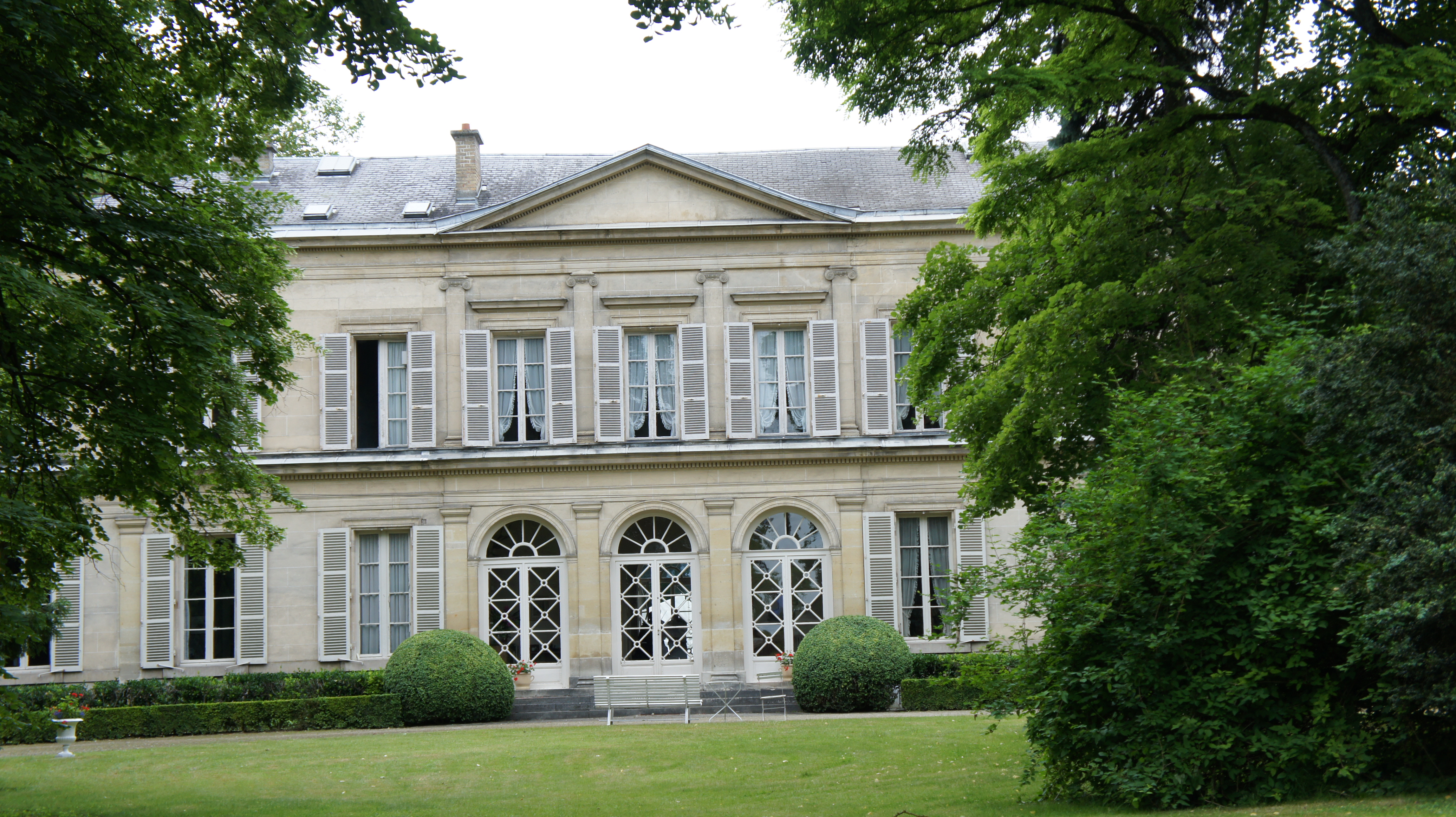
Château de Courcelles.

### Villa Senart
Ce « château » était un joli pavillon dans une belle propriété, qui appartint à la veuve du négociant en tissus Senart-Colombier (1807-1881), puis à sa fille Marie Anaïs Senart (1826-1897) qui épousa Jacques Alexandre Senart (1821-1906), président de la Cour d’appel de Paris. Ce pavillon a disparu vers 1937. Il était composé d’une première cour encadrée par des communs et précédée d’un petit parterre avec corbeille de fleurs. Le rez-de-chaussée, qui comportait un salon, une salle-à-manger et une chambre à coucher fut réservé à l’Empereur lors de son séjour à Courcelles lors de son séjour à Courcelles. La chambre unique du premier étage fut laissée au Prince impérial et à son précepteur. En arrière se développait un jardin ombragé avec petite pièce d’eau.

### Usines textiles

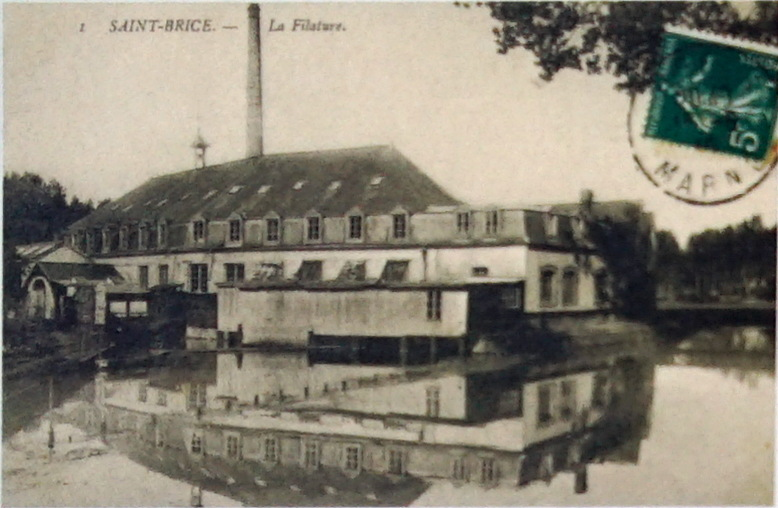
La filature du moulin.

La commune va accueillir dès le début du XIXe siècle des industries textiles qui ne peuvent plus se développer dans le quartier de la Fabrique au cœur de Reims. La proximité de la ressource en eau est un atout essentiel pour ces activés. Il reste quelques témoins de ces activités.
Lefèvre-Malotet fait construire en 1812 une filature et usine de teinturerie située au 46-48 de la rue Pasteur. Ce bâtiment en brique et pierre a accueilli successivement une activité de pâtes alimentaires, une usine de bouchons puis une usine de petite métallurgie. En 1860, l'usine possède 22 métiers et emploie 80 ouvriers. Ce bâtiment est inscrit à l'inventaire général du patrimoine culturel .
La filature Le Varlet puis Louis Routhier, construite en 1808, devient puis usine de petite métallurgie Dorigny située au lieu-dit Moulin de l’Archevêque. Il ne subsiste aujourd’hui de la filature inscrite à l’inventaire général du patrimoine culturel que la chute d’eau, le soubassement et une partie du mur pignon de l’actuel bureau.

### Monument aux morts

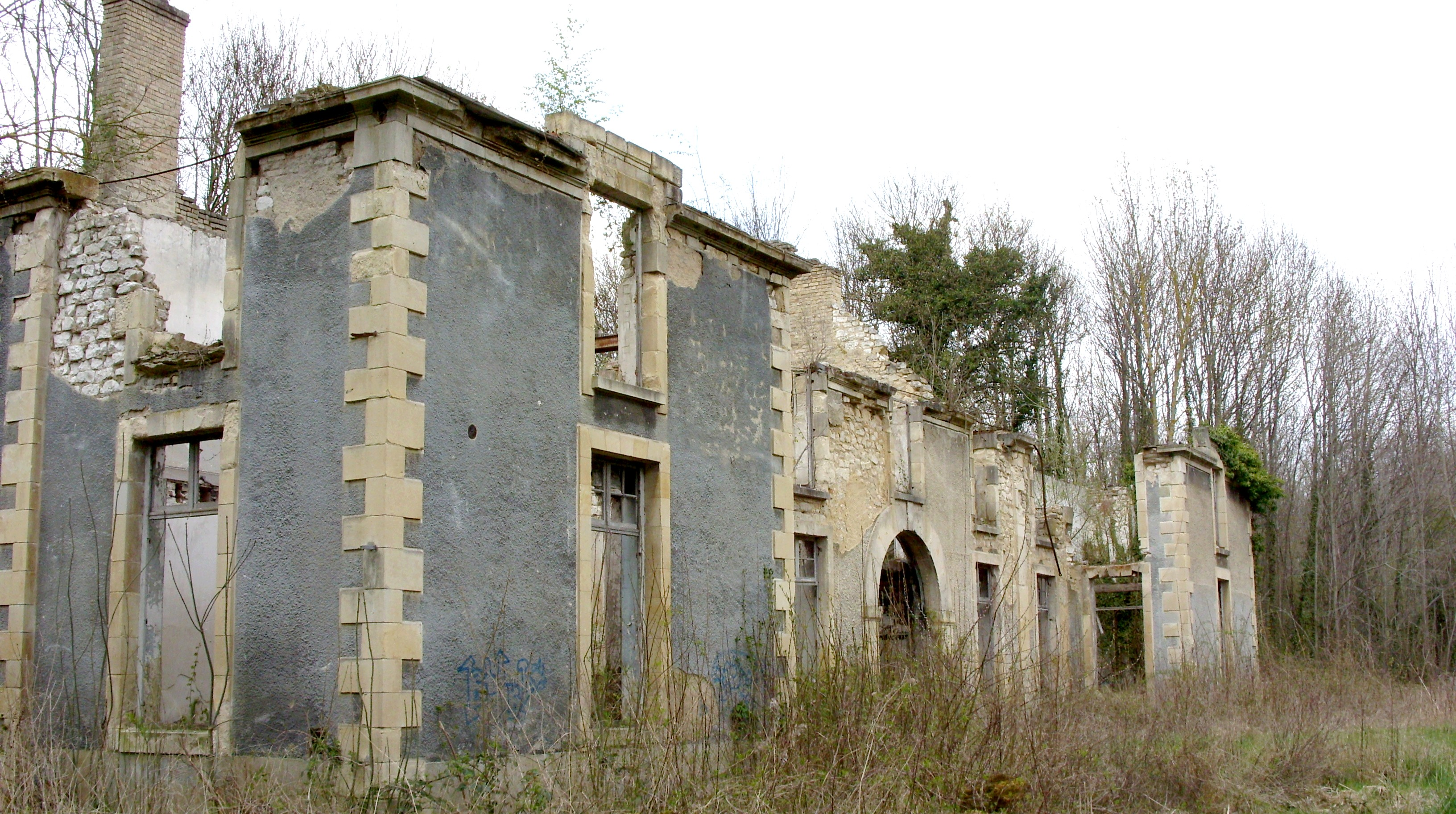
Château de la Malle.

Inauguré le 13 mai 1923.

### Hydrographie

#### Réseau hydrographique
La commune est dans la région hydrographique « la Seine du confluent de l'Oise (inclus) à l'embouchure » au sein du bassin Seine-Normandie. Elle est drainée par la Vesle, le canal de la Marne à l'Aisne et divers autres petits cours d'eau,.
La Vesle, d'une longueur de 139 km, prend sa source dans la commune de Somme-Vesle et se jette  dans l'Aisne à Ciry-Salsogne, après avoir traversé 52 communes. Les caractéristiques hydrologiques de la Vesle sont données par la station hydrologique située sur la commune. Le débit moyen mensuel est de 3,28 m3/s. Le débit moyen journalier maximum est de 27,1 m3/s, atteint lors de la crue du 31 mai 2016. Le débit instantané maximal est quant à lui de 48,5 m3/s, atteint le 30 septembre 2017.
Depuis 1866, le canal de l'Aisne à la Marne reliant Berry-au-Bac à Condé-sur-Marne permet à Reims d'avoir un accès à la Marne à partir des canaux de l'Aisne. Construit à partir du 9 mars 1842, ce canal à bief de partage possède une longueur de 58 km et a permis, lorsque cette voie maritime a été reliée en 1861 par le canal de la Marne au Rhin, de former une grande ligne de navigation qui permit de relier Strasbourg à Lille en passant par le Rhin. Il est mis au gabarit Freycinet entre 1878 et 1883,.

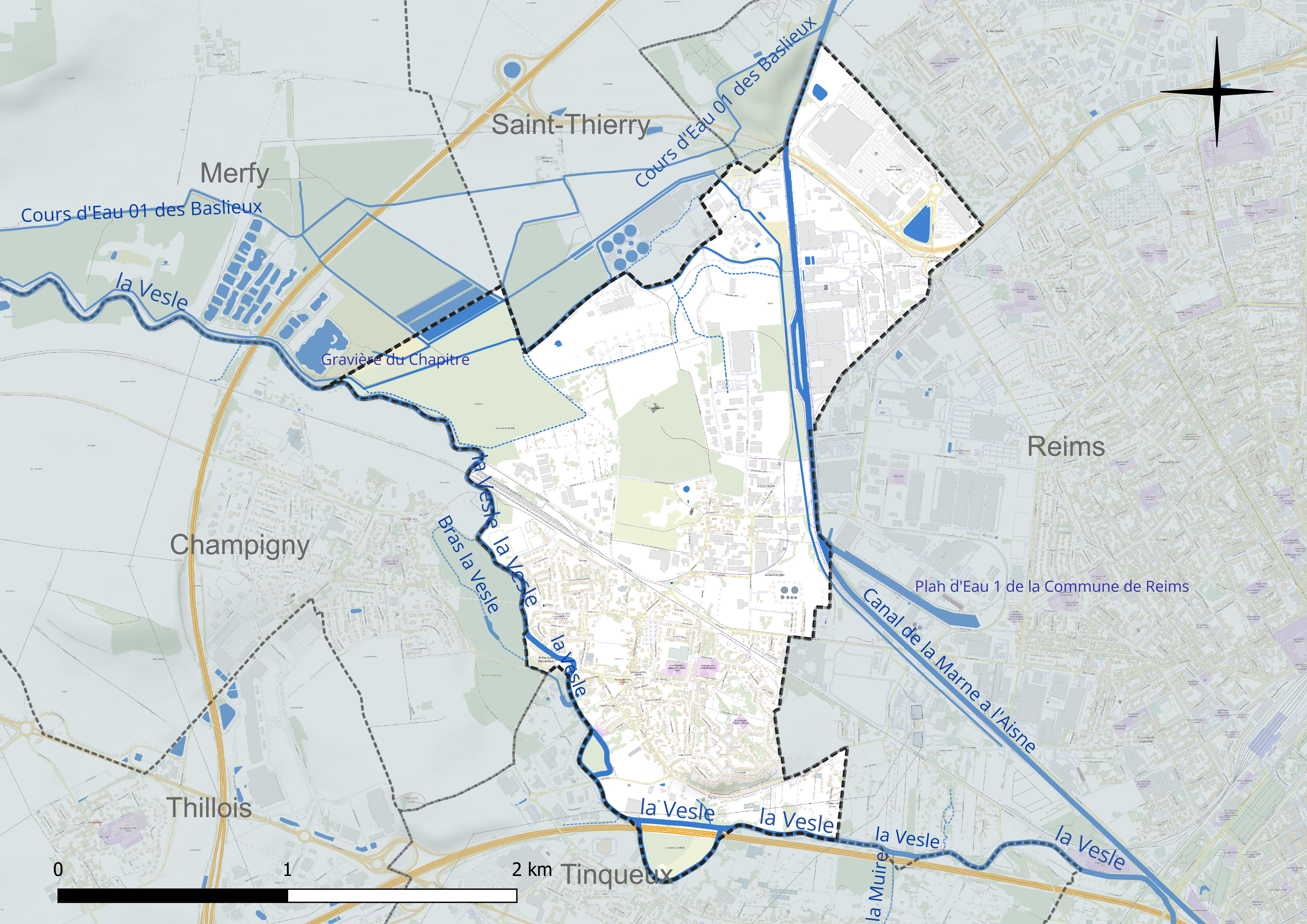
Réseau hydrographique de Saint-Brice-Courcelles.

#### Gestion et qualité des eaux
Le territoire communal est couvert par le schéma d'aménagement et de gestion des eaux (SAGE) « Aisne Vesle Suippe ». Ce document de planification, dont le territoire s’étend sur 3 096 km2 répartis sur trois départements (Aisne, Marne et Ardennes) et deux régions (Champagne-Ardenne et Picardie), a été approuvé le 16 décembre 2013. La structure porteuse de l'élaboration et de la mise en œuvre est le Syndicat d’aménagement des bassins Aisne Vesle Suippe (SIABAVES).
La qualité des cours d’eau peut être consultée sur un site dédié géré par les agences de l’eau et l’Agence française pour la biodiversité.

### Climat
Pour des articles plus généraux, voir Climat du Grand Est et Climat de la Marne.
En 2010, le climat de la commune est de type climat océanique dégradé des plaines du Centre et du Nord, selon une étude du Centre national de la recherche scientifique s'appuyant sur une série de données couvrant la période 1971-2000. En 2020, Météo-France publie une typologie des climats de la France métropolitaine dans laquelle la commune est exposée à un climat océanique altéré et est dans la région climatique Nord-est du bassin Parisien, caractérisée par un ensoleillement médiocre, une pluviométrie moyenne régulièrement répartie au cours de l’année et un hiver froid (3 °C).
Pour la période 1971-2000, la température annuelle moyenne est de 10,4 °C, avec une amplitude thermique annuelle de 15,5 °C. Le cumul annuel moyen de précipitations est de 704 mm, avec 11,2 jours de précipitations en janvier et 8,3 jours en juillet. Pour la période 1991-2020, la température moyenne annuelle observée sur la station météorologique de Météo-France la plus proche, « Chambrecy-Civc », sur la commune de Chambrecy à 15 km à vol d'oiseau, est de 10,7 °C et le cumul annuel moyen de précipitations est de 734,0 mm. 
La température maximale relevée sur cette station est de 40,3 °C, atteinte le 25 juillet 2019 ; la température minimale est de −22,1 °C, atteinte le 17 janvier 1985,,.
Les paramètres climatiques de la commune ont été estimés pour le milieu du siècle (2041-2070) selon différents scénarios d'émission de gaz à effet de serre à partir des nouvelles projections climatiques de référence DRIAS-2020. Ils sont consultables sur un site dédié publié par Météo-France en novembre 2022.

## Urbanisme

### Typologie
Au 1er janvier 2024, Saint-Brice-Courcelles est catégorisée grand centre urbain, selon la nouvelle grille communale de densité à sept niveaux définie par l'Insee en 2022.
Elle appartient à l'unité urbaine de Reims, une agglomération intra-départementale regroupant neuf  communes, dont elle est une commune de la banlieue,,. Par ailleurs la commune fait partie de l'aire d'attraction de Reims, dont elle est une commune du pôle principal,. Cette aire, qui regroupe 294 communes, est catégorisée dans les aires de 200 000 à moins de 700 000 habitants,.

### Occupation des sols
L'occupation des sols de la commune, telle qu'elle ressort de la base de données européenne d’occupation biophysique des sols Corine Land Cover (CLC), est marquée par l'importance des territoires artificialisés (70,1 % en 2018), en augmentation par rapport à 1990 (57,6 %). La répartition détaillée en 2018 est la suivante : 
zones industrielles ou commerciales et réseaux de communication (45,8 %), zones urbanisées (21,6 %), forêts (16,6 %), zones agricoles hétérogènes (11,8 %), espaces verts artificialisés, non agricoles (2,6 %), zones humides intérieures (1 %), terres arables (0,6 %). L'évolution de l’occupation des sols de la commune et de ses infrastructures peut être observée sur les différentes représentations cartographiques du territoire : la carte de Cassini (XVIIIe siècle), la carte d'état-major (1820-1866) et les cartes ou photos aériennes de l'IGN pour la période actuelle (1950 à aujourd'hui).

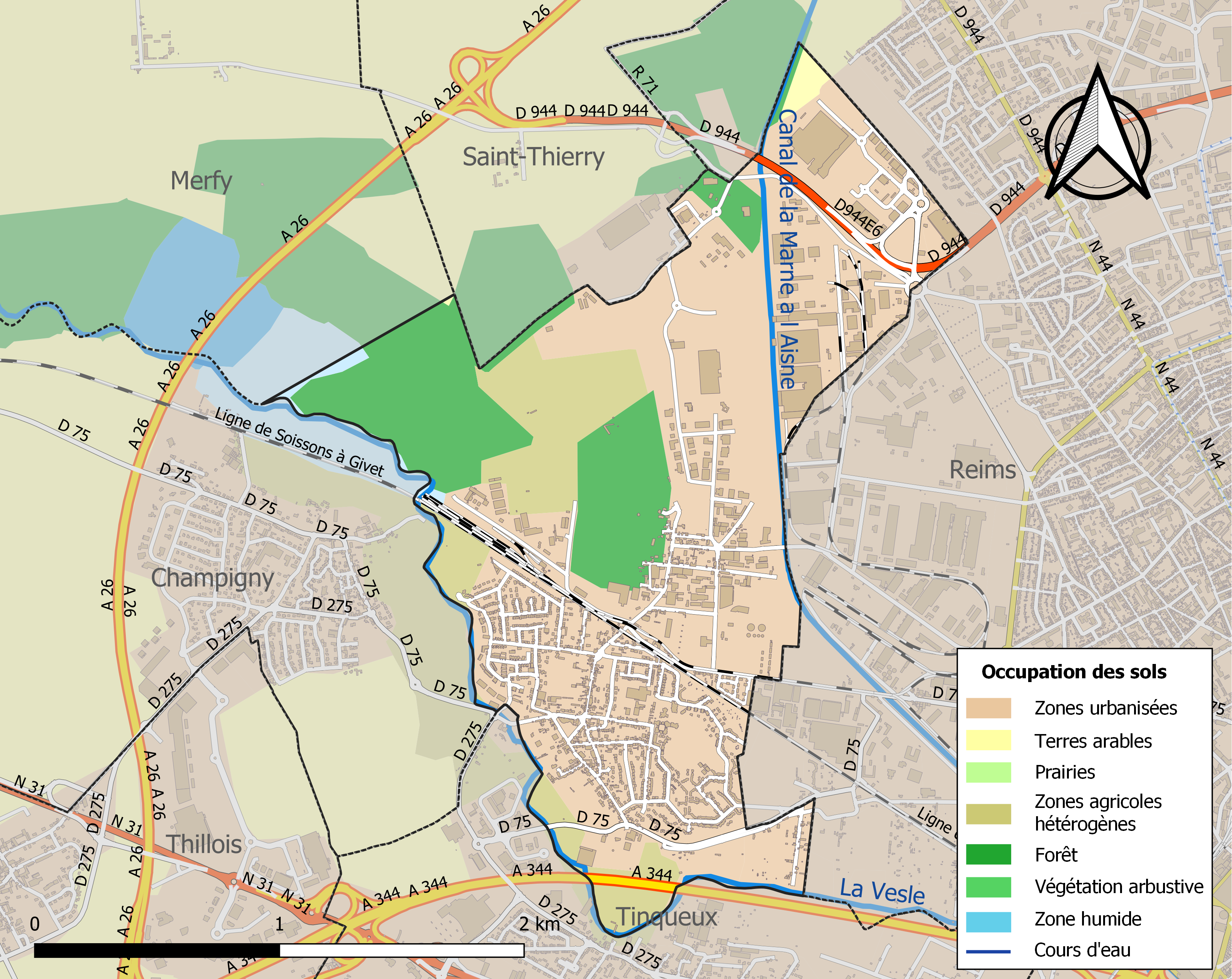
Carte des infrastructures et de l'occupation des sols de la commune en 2018 (CLC).

### Le centre bourg
Le centre bourg s'est développé sur la rive Nord de la Vesle. Il est aujourd'hui limité au sud par la Vesle et aussi l'autoroute A4 et au nord par la voie ferrée Reims-Soissons qui emprunte la vallée de la Vesle. Le centre bourg comprend notamment sur la place centrale (place Roosevelt) l'hôtel de ville du XIXe siècle qui a fait l'objet d'une extension dans les années 1980 par les architectes Di Legge et Borderioux. Autour de la place se sont implantés les commerces et services de proximité. La petite église du XIIe siècle, rue Pasteur, est dédiée à saint Rigobert.

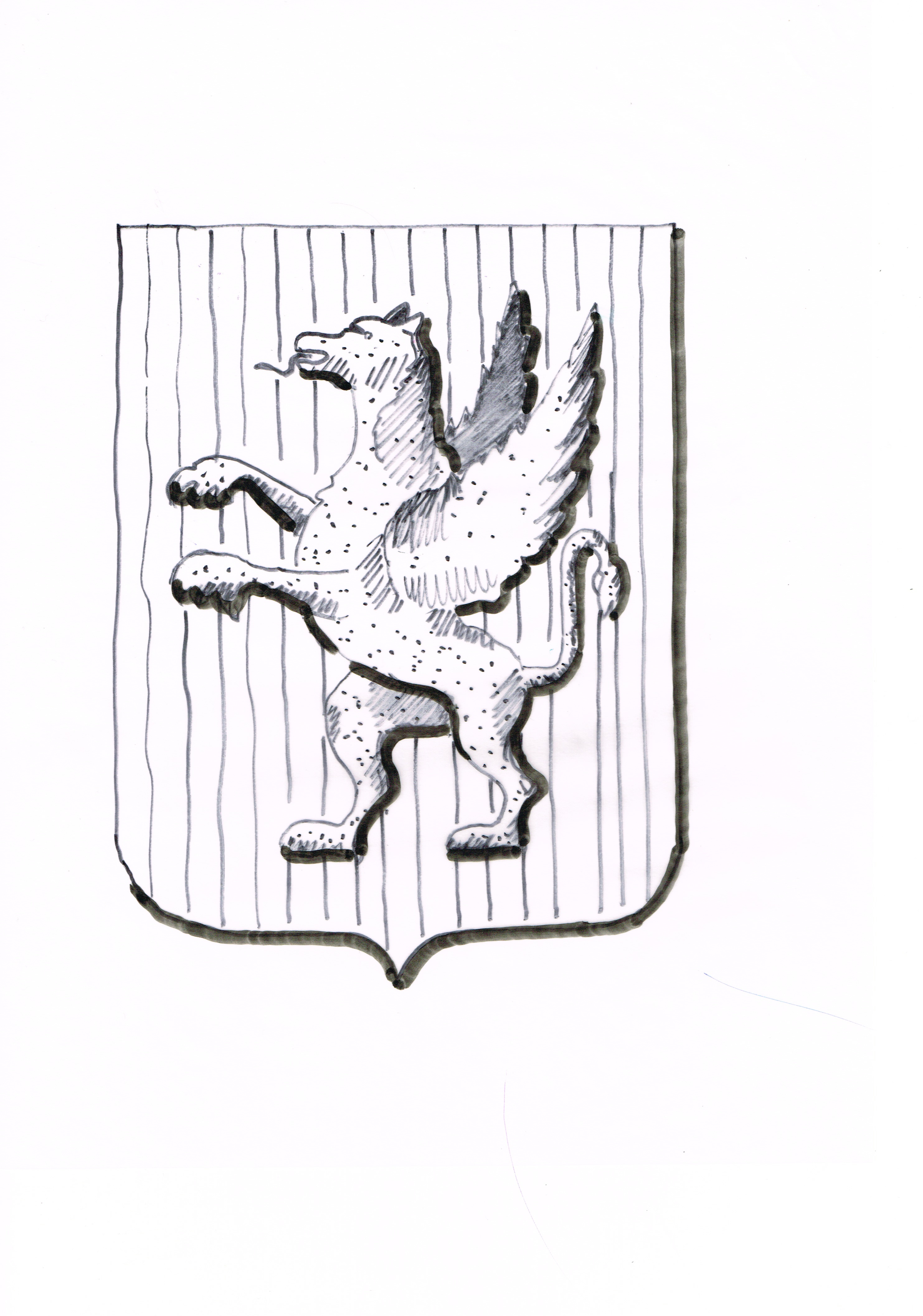
Blason du château de la Malle.

Le développement de la commune se fit en deux phases distinctes.
À partir des années 1960, des lotissements furent réalisés à l'est du centre bourg ainsi qu'une urbanisation sur rue en périphérie des exploitations maraîchères. Au début des années 1970 fut même réalisé un immeuble collectif en plein centre bourg. La commune passait de 1 400 à 1 600 habitants.
La seconde partie du développement fut impulsée par la nouvelle équipe menée par Jean-Claude Fontalirand à partir de 1971 dans le cadre d'une péri-urbanisation qualitative de la périphérie de l'agglomération rémoise. Ainsi fut lancé l'aménagement de la ZAC du Mont Hermé à l'est du centre bourg puis la ZAC des Bords de Vesle.

#### La ZAC du Mont Hermé: la participation des habitants
Cette opération a été réalisée dans le cadre des compétences du District de Reims et concédée à la SA HLM l'Effort Rémois (Plurial). Il s'agit d'une opération particulière dans la mesure où elle fut réalisée avec la participation des habitants. Elle s'inspire de la cité-jardin modèle développé par Ebenezer Howard. L'enjeu de cette opération de plus de 25 hectares était un doublement de la population avec la construction de 400 logements nouveaux. La ZAC fut créée en 1977 et réalisée en une dizaine d'années. Son parti de participation était résolument novateur et a largement anticipé sur la nouvelle gouvernance des opérations d'urbanisme. Il s'agit d'une "greffe" qui s'organise autour d'un pôle d'équipements de proximité qui comprend outre l'école maternelle ouverte (sans clôture), un centre de loisirs et une bibliothèque, des commerces, un parc public central de 2,5 hectares, des jardins familiaux... La circulation automobile a été reportée en périphérie de façon à permettre le maximum de circulations piétonnes. L'opération a aussi accueilli le premier lotissement de maisons en terre réalisées en Champagne-Ardenne. L'opération a été conçue par l'urbaniste François-Xavier Tassel, les architectes DPLG Humbert Di Legge et Gilles Borderioux et le paysagiste DPLG Jean-Jacques Dupuy. Elle a fait l'objet de nombreuses publications,,.

### Le hameau de Courcelles
Au nord de cette voie ferrée, le hameau de Courcelles, comprend une vaste zone boisée avec de belles villégiatures anciennes dont le château de la Malle et son parc de plus de 35 hectares, propriété de Reims Métropole, et celui du château de Courcelles. Il faut aussi mentionner la villa Senart.

### L'activité industrielle

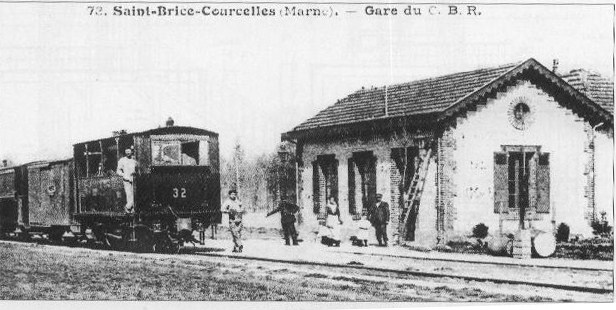
Gare du CBR.

La commune bénéficia d'une double desserte ferroviaire. Le développement de la commune à partir du XIXe siècle et sa transformation progressive sont principalement dus à la création de ces voies ferroviaires.
La ligne ferroviaire Soissons - Reims - Givet emprunte la vallée de la Vesle et la section Reims-Soissons fut ouverte le 14 avril 1862. Elle dessert notamment les villes Muizon et de Fismes. Cette voie ferrée fut un élément essentiel de l'alimentation du front durant la Première Guerre mondiale avec la gare terminale de Muizon.
La gare de Saint-Brice-Courcelles de la ligne Soissons - Givet est désormais désaffectée pour le service des voyageurs. Son bâtiment voyageurs semble être une maison de garde-barrière complétée par une aile construite dans le style adopté par les Chemins de fer de l'Est après 1902. Une plaque commémorative sur sa façade rappelle le passage par Saint-Brice-Courcelles d'un train de la mort à destination du camp de concentration de Dachau et le fait que les résidents de Saint-Brice-Courcelles ont bravé les ordres pour apporter de l'eau et quelques vivres aux déportés dans des conditions caniculaires telles que près du quart des déportés de ce train étaient morts à l'arrivée.
La création de la ligne du CBR Reims-Soissons/Rethel via Cormicy en 1897 permis le développement des industries à l'est de Reims. En 1952, la voie métrique fut normalisée et permis la poursuite de la desserte des activités industrielles riveraines et fut alors gérée comme embranchement industriel.
Le canal fut aussi un atout important du développement industriel de la commune. Il faut aussi noter que la commune est riveraine du canal de l'Aisne à la Marne de type Freycinet et qui a été mis en service en 1866.
Les accès autoroutiers vinrent conforter ce développement dans la dernière partie du XXe siècle.
L'activité industrielle autour de quatre pôles en sus des entreprises textiles qui s'installent sur la commune dès le début du XIXe siècle.
Le site de l'ancienne usine textile est aujourd'hui occupé par l'entreprise de transports Durand.

#### Les Verreries Mécaniques Champenoises

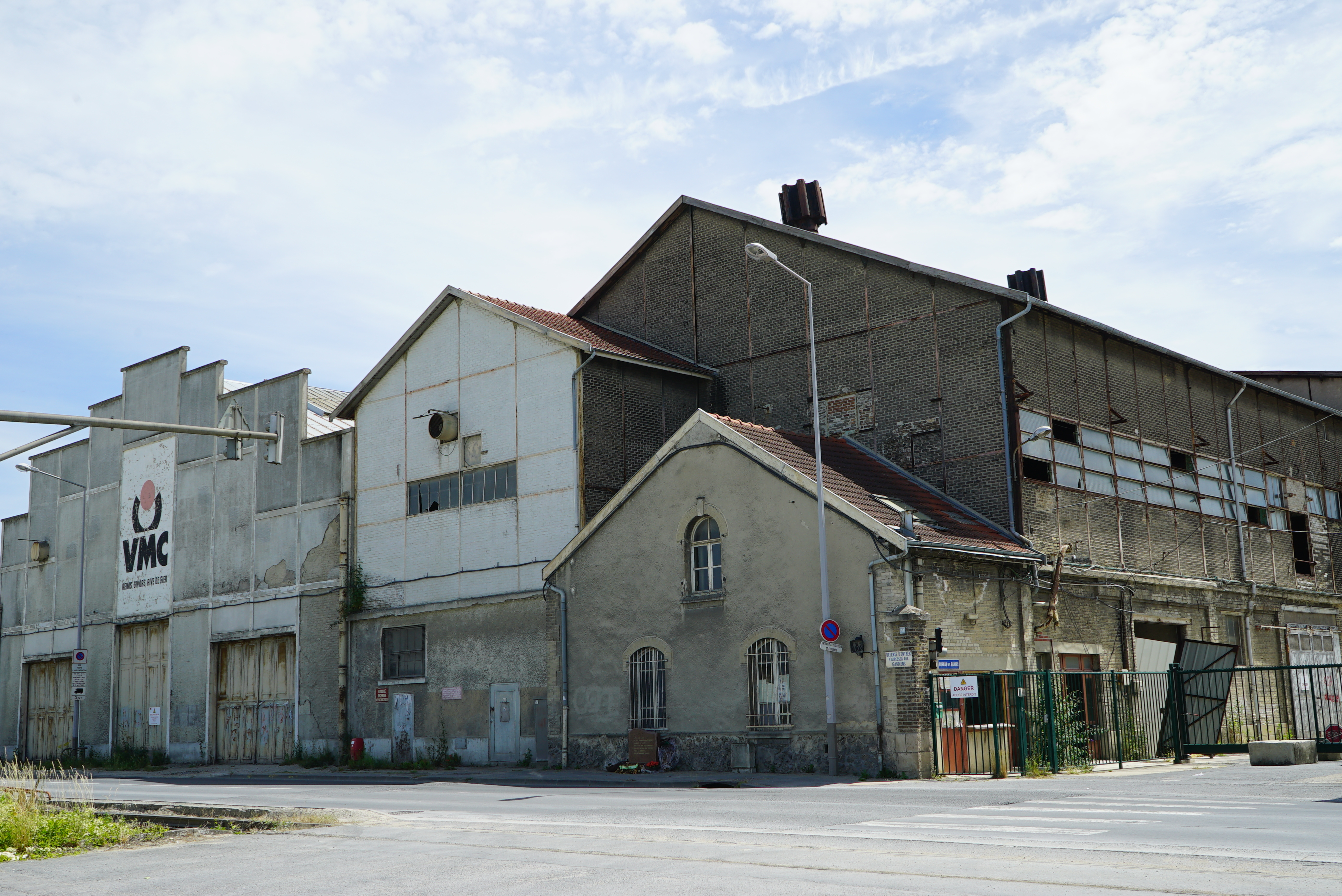
Entrée rue P.-Maître.

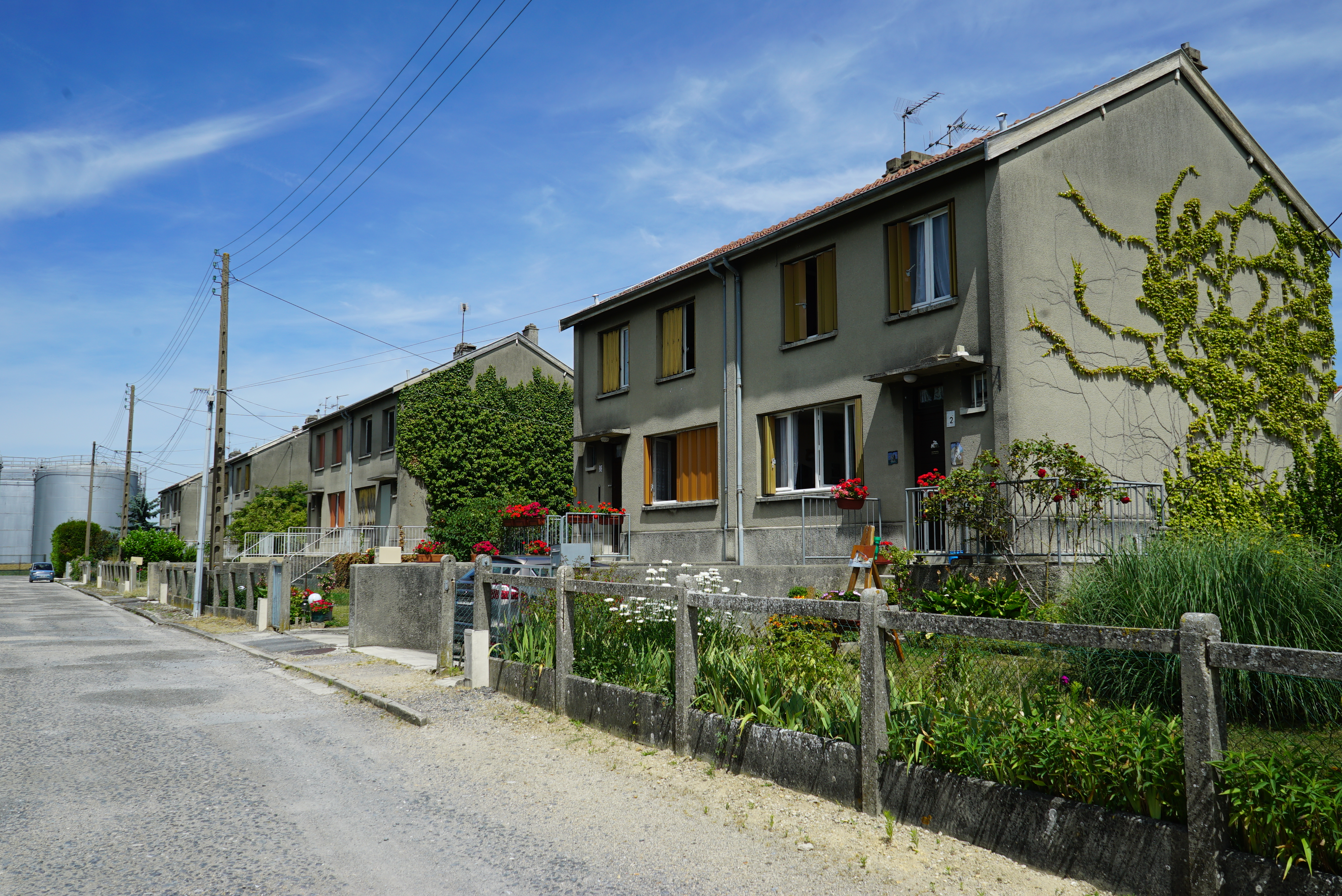
La cité des ouvriers.

La verrerie VMC devant laquelle fut assassiné Pierre Maître lors des grèves de 1977. L'entreprise était alors dirigée par Maurice Papon (1910-2007) ancien ministre et ancien Préfet de police condamné pour complicité pour crimes contre l'humanité en 1998.
Les Verreries Mécaniques Champenoises furent créées en 1911 par Arthur Papon. Elle fut équipée de plusieurs fours dont le dernier date de 1985 . La verrerie comptait 1650 ouvriers en 1983, 1280 en 1985 et 830 en 1991. Elle était spécialisée dans la fabrication notamment des bocaux Le Parfait.

#### Zone du Port Colbert
Le développement du port Colbert sur le canal à partir du XIXe siècle et surtout dans la seconde moitié du XXe siècle s'est effectua sur une partie du territoire communal à l'est du canal. Cette zone est désormais pour une part en reconversion. La totalité de la zone du Port Colbert couvre plus de 220 hectares.

#### Zone de Courcelles
Le canal et la voie ferrée permettent le développement d'une zone d'activités sur Courcelles face à la zone industrielle du port Colbert. La zone artisanale des Chenevières est au Nord de la voie ferrée, entre ladite voie et le hameau de Courcelles. Cette zone ancienne a été prolongée dans le début des années 2000 vers le Nord et le long du canal (rive Ouest) par la zone d'activités des Coïdes et aussi la création de la station d'épuration de l'agglomération rémoise . Cette zone est desservie directement par un échangeur autoroutier.

#### Zone de la Croix Maurencienne

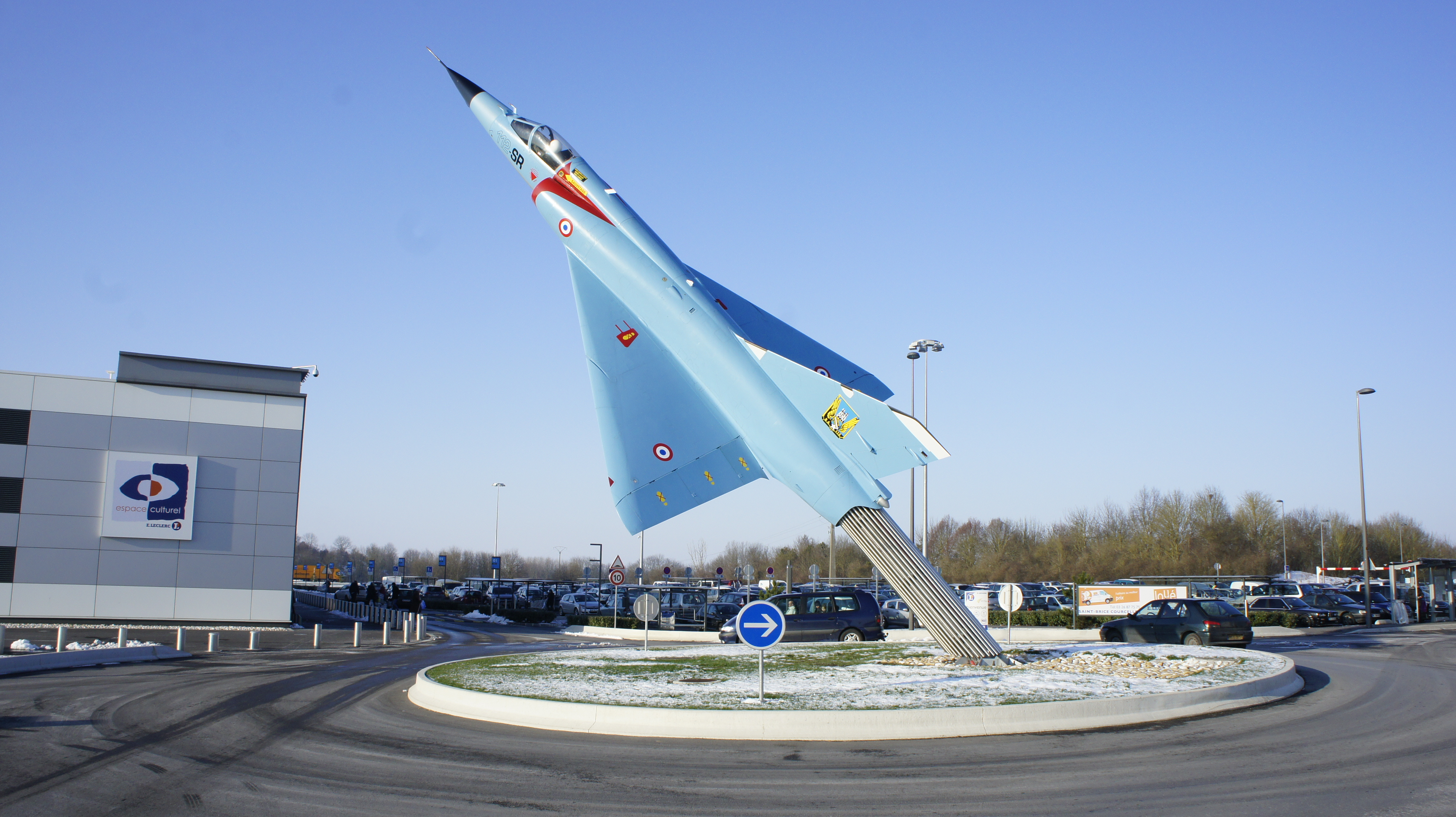
Rond-point du centre commercial.

Le développement de l'agglomération rémoise a entraîné notamment la création d'une important zone d'activités industrielles et commerciales à partir des années 1980 en liaison avec le contournement autoroutier entre l'autoroute A 4 et A 26. Cette zone est pour une large part sur le territoire communal de Saint-Brice-Courcelles et accueille notamment un hypermarché et aussi une activité hôtelière et de restauration d'entrée de ville. Cette zone est directement desservie par l'autoroute. La zone a une superficie de 32 hectares .

## Environnement
La commune possède un environnement à la fois riche et fragile avec notamment :

### Jardins familiaux
La commune de tradition maraîchère possède plusieurs ensembles de jardins familiaux et notamment un lotissement de plus de 400 parcelles sur Courcelles. La commune comprend deux associations de jardiniers.

### Vallée de la Vesle
La Vallée de la Vesle est un élément important de l'écosysème du bassin. La rivière a été longtemps source de développement notamment en apportant l'eau nécessaire au maraîchage, mais aussi aux activités textiles. Elle alimentait aussi en énergie les nombreux moulins sur son cours et notamment celui de l'Archevêque sur la commune. Le cours de la rivière a été contraint dans la traversée de l'agglomération rémoise avec la création du canal. Ce n'est qu'à partir de Saint-Brice-Courcelles qu'elle retrouve libre cours. La Vesle vient aussi par la nappe phréatique qu'elle alimente, générer de nombreux marais et aussi les étangs qui y ont été creusés. Ce sont plus de 25 étangs qui ont été aménagés dans le secteur dit du marais offrant un espace de pêche et de repos très spécifique en limite communale sur le territoire de Merfy. Ces étangs furent d'abord des tourbières qui furent exploitées notamment à de fin de d'amendement des sols maraîchers. La commune de Saint-Brice-Courcelles comporte deux zones marécageuses : celles : le Marais de Courcelles et les Viviers, zone accueillant aussi un lotissement de jardins familiaux.

### Chemin de halage
Le chemin de halage a fait l'objet d'un aménagement, dans le cadre de la Coulée verte, sur une douzaine de kilomètres de Reims à Berry-au-Bac en passant notamment par Saint-Brice-Courcelles, Loivre... Cette voie est répertoriée sous le GR 654.

### Chemin des bords de Vesle
Un chemin des bords de Vesle sur près d'une trentaine de kilomètres est en cours aménagement à partir de Saint-Brice-Courcelles jusqu'à Fismes. Il démarre à partir d'une passerelle sur la Vesle réalisée en 2011 et passe par les communes Champigny, Merfy, Châlons-sur-Vesle, Muizon, Trigny, Prouilly, Jonchery-sur-Vesle, Breuil-sur-Vesle, Montigny-sur-Vesle, Romain, Courlandon, Magneux et Fismes.

## Accessibilité et transports

### Transports en commun
La commune est desservie par le réseau de transports de l'agglomération CITURA via les lignes :
-  bus    3  (Saint-Brice-Courcelles - Maurencienne ↔ Moulin de la Housse) (La ligne ne dessert que la zone commerciale de la Croix Maurencienne se trouvant sur le territoire de Saint-Brice-Courcelles et non le centre de la commune) ;
-  bus    9  (Saint-Brice-Courcelles - Victoire ↔ Cormontreuil - Blancs Monts) ;
-  bus  13  (Gare Champagne TGV ↔ Saint-Brice-Courcelles - Mairie) ;
-  bus  18  (Saint-Brice-Courcelles - Victoire ↔ Trois Fontaines) (Ligne scolaire reliant la commune au collège Trois Fontaines à Reims. Ses horaires de passage et son circuit sont variables).
La commune est également desservie par la ligne de transport à la demande   TAD Z.I. Colbert  reliant la zone des Temples, de La Malle et la Zone Industrielle Colbert à l'arrêt Belges.

### Accessibilité automobile
La commune est accessible par l'autoroute A4/A26 à partir de l'échangeur de Tinqueux.

## Politique et administration

### Intercommunalité
Après avoir été membre du district de Reims, la commune est aujourd'hui membre de la communauté d'agglomération de Reims Métropole.
Saint-Brice-Courcelles est membre de l’Association Française du Conseil des Communes et Régions d'Europe (AFCCRE).

### Liste des maires
| Période                                  | Période                   | Identité                | Étiquette   | Qualité |
| ---------------------------------------- | ------------------------- | ----------------------- | ----------- | --- |
| Les données manquantes sont à compléter. |                           |                         |             | |
| 1792                                     | 1796                      | Charles Louis Divory    |             | |
| 1808                                     | 1816                      | Nicolas Savin           |             | |
| 1816                                     | 1831                      | Emery Bouilly           |             | Propriétaire |
| 1852                                     |                           | Jean Baptiste Créquy    |             | |
|                                          | après 1876                | M. Blocquaux            |             | |
| avant 1879                               | 1892                      | Alphonse Détrès         |             | |
| 1892                                     | 1892                      | Edmond Routhier         |             | Filateur Démissionnaire |
| 1892                                     | 1896                      | Jules Roze              |             | Jardinier-potager |
| 1904                                     | 1908                      | Jules Jaillot           |             | Courtier en vin |
| 1908                                     | 1919                      | Jules Roze              |             | Jardinier-potager |
| 1925                                     | 1927                      | Jules Roze              |             | Jardinier-potager |
| 1927                                     | 1929                      | Jules Jaillot           |             | Courtier en vin |
| 1941                                     | 1944                      | Emile Dorigny           |             | |
| 1945                                     | 1947                      | Marguerite Harang       |             | |
| 1950                                     | 1970                      | Louis Betrand           |             | Menuisier |
| 1970                                     | 1971                      | Georges Cédelle         | DVD         | Pharmacien |
| 1971                                     | 1993                      | Jean-Claude Fontalirand | PS          | Professeur Conseiller général de Reims-8 (1973 → 1992)                                                                                    |
| 1993                                     | 27 mars 2020              | Alain Lescouet          | PS puis DVG | Professeur retraité Conseiller général de Reims-8 (1992 → 2015) Vice-président de la communauté urbaine du Grand Reims Décédé en fonction |
| mai 2020,                                | En cours (au 27 mai 2020) | Évelyne Quentin         | DVG         | Ancienne athlète de haut niveau |

## Population et société

### Démographie
L'évolution du nombre d'habitants est connue à travers les recensements de la population effectués dans la commune depuis 1793. Pour les communes de moins de 10 000 habitants, une enquête de recensement portant sur toute la population est réalisée tous les cinq ans, les populations de référence des années intermédiaires étant quant à elles estimées par interpolation ou extrapolation. Pour la commune, le premier recensement exhaustif entrant dans le cadre du nouveau dispositif a été réalisé en 2005.

En 2022, la commune comptait 3 546 habitants, en évolution de +2,69 % par rapport à 2016 (Marne : −1,19 %, France hors Mayotte : +2,11 %).
| 1793 | 1800 | 1806 | 1821 | 1831 | 1836 | 1841 | 1846 | 1851 |
| ---- | ---- | ---- | ---- | ---- | ---- | ---- | ---- | ---- |
| 280  | 295  | 284  | 333  | 430  | 508  | 638  | 685  | 733  |

| 1856 | 1861 | 1866 | 1872 | 1876 | 1881 | 1886 | 1891 | 1896 |
| ---- | ---- | ---- | ---- | ---- | ---- | ---- | ---- | ---- |
| 767  | 846  | 903  | 930  | 941  | 962  | 903  | 920  | 939  |

| 1901  | 1906  | 1911  | 1921  | 1926  | 1931  | 1936  | 1946  | 1954  |
| ----- | ----- | ----- | ----- | ----- | ----- | ----- | ----- | ----- |
| 1 054 | 1 154 | 1 265 | 1 277 | 2 230 | 2 537 | 1 336 | 1 299 | 1 423 |

| 1962  | 1968  | 1975  | 1982  | 1990  | 1999  | 2005  | 2006  | 2010  |
| ----- | ----- | ----- | ----- | ----- | ----- | ----- | ----- | ----- |
| 1 531 | 1 553 | 1 773 | 2 425 | 3 356 | 3 527 | 3 375 | 3 377 | 3 409 |

| 2015  | 2020  | 2022  | - | - | - | - | - | - |
| ----- | ----- | ----- | - | - | - | - | - | - |
| 3 433 | 3 392 | 3 546 | - | - | - | - | - | - |

### Sports
L'ASSBC Handball (Association Sportive de Saint-Brice-Courcelles Handball) est un club de handball regroupant plus de 200 adhérents. C'est le plus gros club de la Marne et un des plus gros de la Champagne-Ardenne. Tous les ans au mois de juin, un tournoi international est organisé par le club. Durant l'édition 2010, plusieurs nations européennes étaient présentes : Allemagne, Belgique, Pologne... Le tournoi se déroule sur un week-end avec le samedi les matchs de qualifications et le dimanche, les derniers matchs de qualifications ainsi que les finales hommes et femmes. Le club participe également chaque année au tournoi de Gand (Belgique). En mai 2010, les équipes moins de 14 ans et moins 16 ans y ont participé.
La ville possède également un club de football (l'ASSBC Football).

### Jumelage
La ville de Saint-Brice-Courcelles est jumelée à la ville anglaise de Robertsbridge.

### Santé
La ville est dotée de médecins, de pharmacies, de dentistes, d'un kinésithérapeute, d'un orthophoniste, d'une infirmière, d'un cabinet pédicure-podologue et d'un centre de soins.

### Solidarités

#### Atelier protégé
La commune accueille sur son territoire un E.S.A.T. Cet établissement, membre du GPEAJH, réseau des structures de travail protégé, est ouvert depuis 1994 et accueille 58 personnes reconnues travailleurs handicapés.

#### Hébergement
Le Foyer d'Accueil Médicalisé Jean-Thibierge, fondé à Reims au Val de Murigny, en 1988 prend la suite de l'hébergement de jeunes adultes myopathes créé au cœur de la ZAC du Mont Hermé. Si la population reçue à l'ouverture était majoritairement composée de personnes atteintes d'IMC, au cours des années qui suivirent d'autres personnes avec des pathologies motrices diversifiées purent intégrer l'établissement. Les résidents accueillis sur ce site bénéficient d'une vie plus indépendante en appartement et peuvent envisager des projets d'activités individualisés en dehors de la structure.

### Loisirs

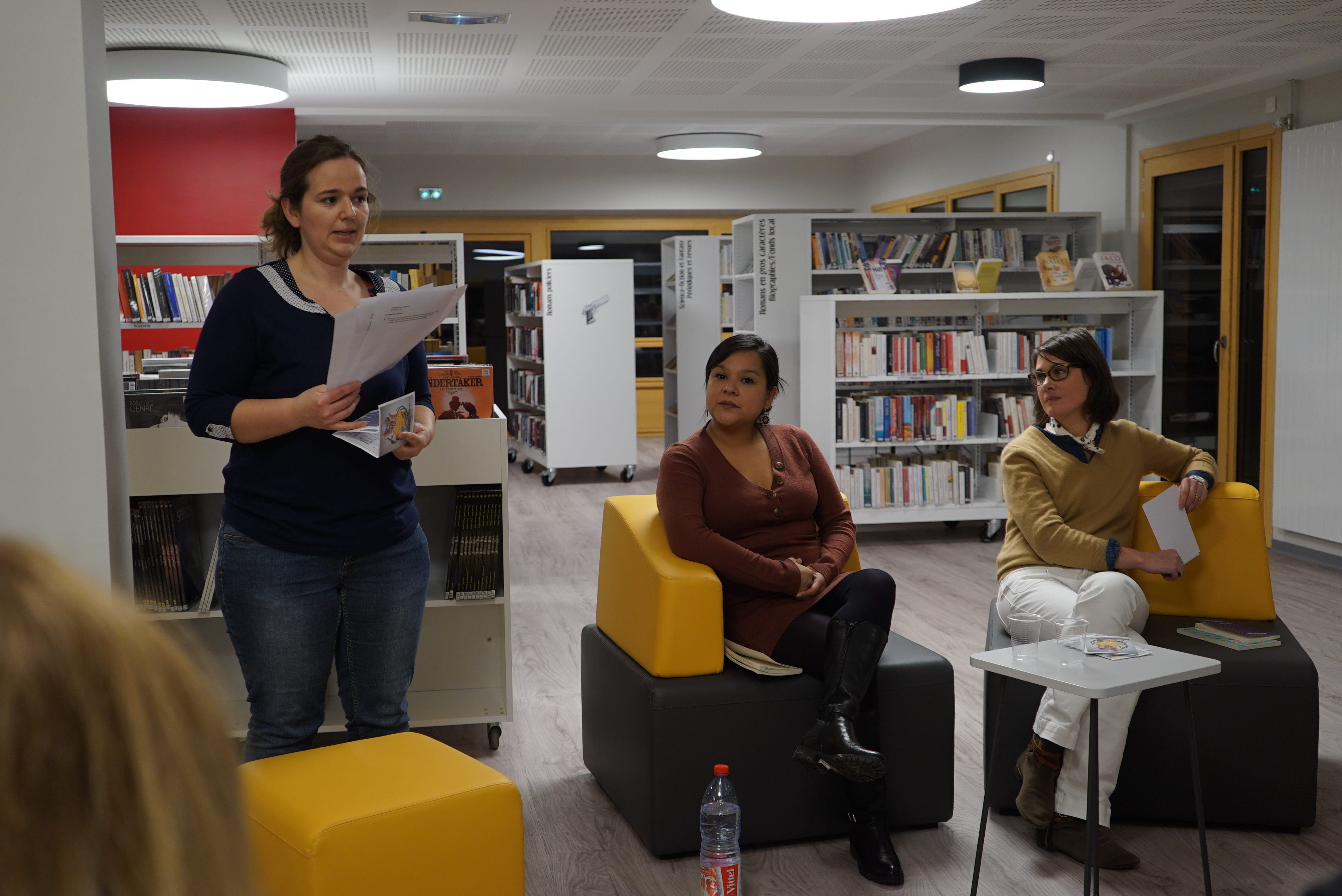
La médiathèque accueillant Naomi Fontaine (au milieu) le 19 novembre 2019.

Le Foyer pour tous, centre social, éducatif et culturel a été créé en 1983 dans le cadre de l'opération de la ZAC du Mont Hermé place Jacques-Brel (architecte dplg : Bernard Fouqueray).
La Maison des Arts musicaux (architecte : Philippe Thomas) comprend une école de musique, des salles de répétition et un auditorium / salle de spectacles. Elle a été ouverte en 2011 pour les deux communes de Saint-Brice-Courcelles et de Champigny.
La salle des fêtes a été réalisée avec l'extension de la Mairie en plein centre bourg dans les années 1990 par l'architecte Humbert Di Legge. Elle accueille manifestations, banquets et fêtes.
Bernex : Bernex est une commune de Haute-Savoie, près d’Evian-les-Bains, dans laquelle le SIVOM Saint-Brice - Courcelles - Cormontreuil fit l’acquisition de la maison familiale de l’Aucale. Y sont organisées des classes de neige depuis 1977.

### Enseignement
Saint-Brice-Courcelles dépend de l'Académie de Reims (zone B).
La ville dispose d'une école maternelle (école maternelle Pauline-Kergomard) et d'une école élémentaire (école Jacques-Prévert).
Le collège public du secteur se situe à Reims (collège Trois-Fontaines), ville où se trouvent également les lycées les plus proches.
La commune a créé une école de musique en commun avec la commune de Champigny.

### Secours et lutte contre l'incendie
La commune possède un CPI de 27 sapeurs pompiers volontaires.

### Culte catholique

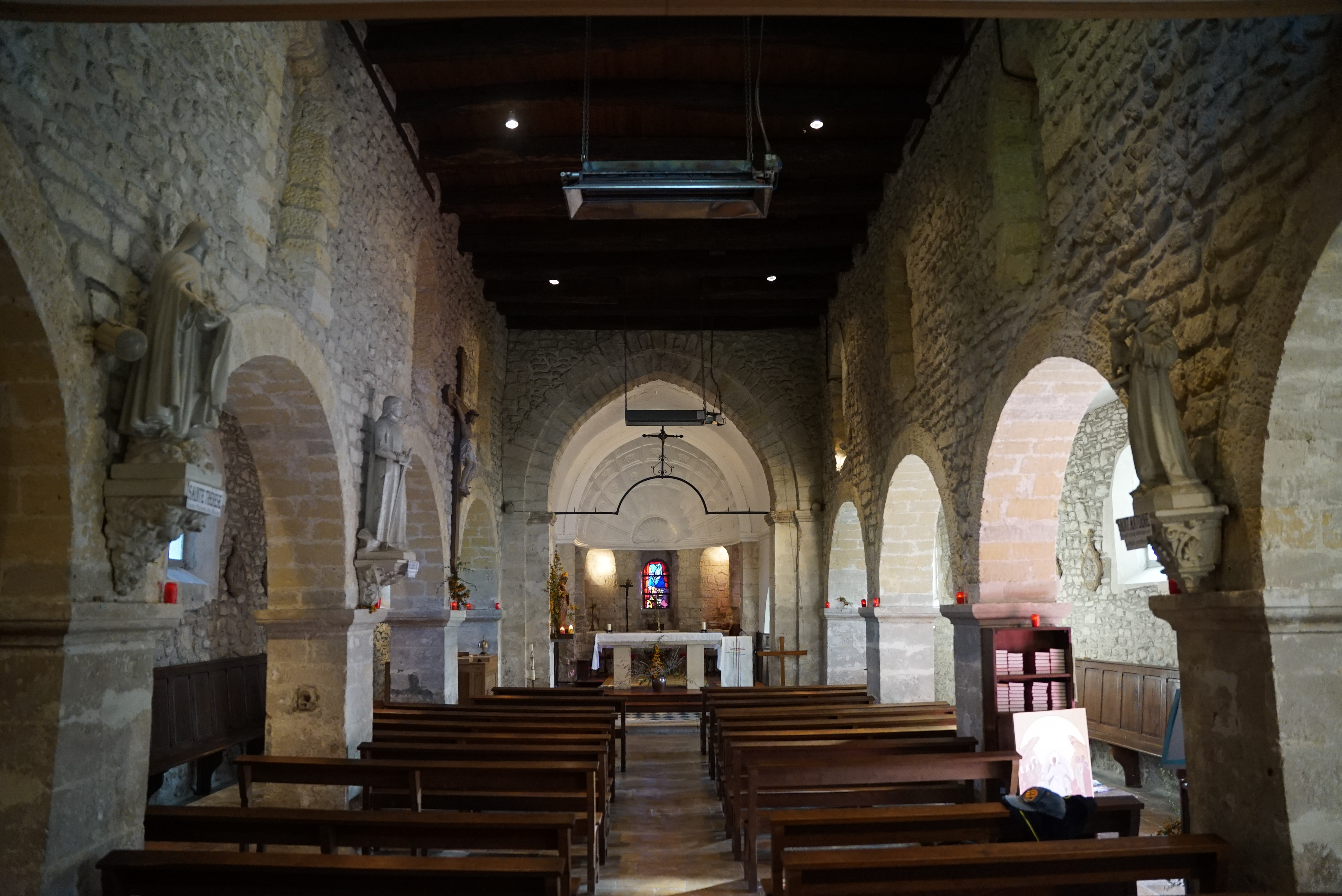
La nef de l'église.

La paroisse de Saint Rigobert-sur-Vesle fait partie du secteur de Reims. Elle comprend les communes de Saint-Brice-Courcelles et de Champigny. Elle a pour responsables : Jean-Hugues Marlin et Marc Geoffroy

## Personnalités liées à la commune
- Jules Martelet (1843-1916), est né à Saint-Brice-Courcelles. Il était peintre sur verre. Militant ouvrier, il adhère à l'Association internationale des travailleurs. Il s'engage dans la garde Nationale lors du siège de Paris en 1870.  Le 26 mars, il est élu au Conseil de la Commune à Paris par le XIVe arrondissement, il siège à la commission des Services publics. Il fut nommé administrateur du XIVe arrondissement.
- Raymond Villian fut instituteur à Saint-Brice-Courcelles et adjoint au maire. Il fut plusieurs fois champion d'athlétisme et de cross national. Il fut l'instigateur du développement des activités et équipements sportifs de la commune dès 1971. Il fut l'une des figures emblématiques du Family Club de Reims. Il fut président de l'EFSA (Entente Family Stade de Reims Athlétisme) de janvier 1986 à janvier 1994, il est encore aujourd'hui vice-président du club[51],[52].
- Louis Rogé (connu sous le pseudonyme Brodinski est né en 1987 à Saint-Brice-Courcelles. Il est DJ et compositeur de musique électronique.